# خاک‌شست
در زمین‌شناسی به شسته شدن ذرات خیلی ریز یا سبک خاک به ویژه با قطرات باران خاک‌شُست گفته می‌شود.
اگر ذرات ریز خاک با فشار هوا یا گاز از خاک جدا شوند به این فرایند هواشست گفته می‌شود. از هواشویی بیشتر برای ذرات کوچک‌تر از 1μm استفاده می‌شود.